# 1340
Rok 1340 (MCCCXL) byl přestupný rok začínající nedělí.
- Evropa měla asi 74 milionů obyvatel.

## Události
- 26. ledna – Anglický král Eduard III. korunován francouzským králem
- 7. června – Rotterdam byl oficiálně prohlášen za město.
- 24. června – francouzské loďstvo bylo kompletně zničeno anglickým útokem v bitvě u Sluys.
- 30. října – v bitvě na řece Salado porazili králové Kastilie a Portugalska vládce Granady a jeho maurské spojence.
- Valdemar IV. Atterdag, syn zemřelého krále Kryštofa II. Dánského, byl zvolen na trůn po osmi letech bezvládí.
- založení Pardubic
- založení benediktinského kláštera v Pustiměři.

### Probíhající události
- 1337–1453 – Stoletá válka

## Narození
- 5. března – Cansignorio della Scala, pán Verony († 1375)
- 6. března – Jan z Gentu, vévoda z Lancasteru, syn anglického krále Eduarda III. († 3. února 1399)
- Srpen – Haakon VI., král Norska 1355–1380 a Švédska 1362–1364 († 1380)
- Říjen – Geert Groote, nizozemský zakladatel Bratrstva běžného života († 1384)
- 30. listopadu – Jan z Berry, francouzský vévoda († 15. března 1416)
- ? – Zemovít Těšínský, slezský šlechtic a převor johanitů v Čechách († 25. září 1391)
- ? – Theodora Kantakouzena, manželka císaře Alexia III. Trapezuntského († po roce 1390)
- ? – Chasdaj Kreskas, katalánsko-židovský filozof († 1411)
- ? – Petr II. z Alençonu, francouzský šlechtic a synovec krále Filipa VI. († 20. září 1404)
- ? – Rolpä Dordže, 4. karmapa školy Karma Kagjü a učitel čínského císaře († 1383)
- ? – Narayana Pandit, indický matematik († 1400)
- ? – Enguerrand VII. z Coucy, pán z Coucy († 1397)

### Pravděpodobně narození
- Markéta Drummondová, druhá manželka skotského krále Davida II. († 1375)
- Theofanés Řek, byzantský malíř († asi 1410)
- Lin Chung, čínský básník žijící v raně mingském období († asi 1400)

## Úmrtí
- 6. dubna – Basil Trapezuntský, císař trapezuntský (* ?)
- 7. dubna – Jiří II. Trojdenovič, kníže mazovský (* 1308)
- 11. října – Mikuláš z Ybbs, rakouský duchovní a řezenský mnich (* 1283)
- 4. prosince – Jindřich Burghersh, anglický biskup a kancléř Eduarda III. (* 1292)
- 20. prosince – Jan I. Dolnobavorský, dolnobavorský vévoda (* 29. listopadu 1329)
- ? – Huyền Trân, vietnamská královna z dynastie Tran (* 1289)

## Hlava státu
- České království – Jan Lucemburský
- Moravské markrabství – Karel IV.
- Svatá říše římská – Ludvík IV. Bavor
- Papež – Benedikt XII.
- Švédské království – Magnus IV. Švédský
- Norské království – Magnus VII. Eriksson
- Dánské království – bezvládí – Valdemar IV. Atterdag
- Anglické království – Eduard III.
- Francouzské království – Filip VI. Valois
- Aragonské království – Pedro IV.
- Kastilské království – Alfons XI. Spravedlivý
- Portugalské království – Alfons IV. Statečný
- Polské království – Kazimír III. Veliký
- Uherské království – Karel I. Robert
- Byzantská říše – Andronikos III. Palaiologos